# Batthyány tér (stanice metra v Budapešti)
Batthyány tér je stanice na lince M2 budapešťského metra. Výstup ze stanice je pouze jeden a ústí do stejnojmenného náměstí. Náměstí i stanice jsou pojmenované po Lajosi Batthyánym, uherském ministerském předsedovi.

## Historie
Stanice byla otevřena 22. prosince 1972 jako součást druhého provozního úseku. V roce 2005 pak byla zrekonstruována jako jedna z prvních stanic druhé linky. V místě je umožněn přestup na tramvajové linky 19 a 41.
Batthyány tér je ražená podzemní stanice, vzhledem k podchodu Dunaje je jednou z nejníže založených (30,78 m). Má jediný výstup (eskalátorový tunel vyvedený do mělce založeného podzemního vestibulu), který vede ke stejnojmennému náměstí. Na náměstí je možnost přestupu na linku HÉV vedoucí do okresního města Szentendre, ležícího na sever od Budapešti.
V červnu 2013 byla stanice dočasně uzavřená v souladu s protipovodňovými opatřeními (nebývalé zvýšení hladiny Dunaje). Vlaky stanicí pouze projížděly.